# Talent Relationship Management
Talent Relationship Management ist eine personalpolitische Maßnahme basierend auf den Ideen des Customer Relationship Management mit dem Ziel, vielversprechende (externe) Kandidaten und talentierte Mitarbeiter an ein Unternehmen zu binden. Talent Relationship Management ist ein zentrales Instrument im Rahmen des Talentmanagement und der Mitarbeiterrekrutierung. Dabei umfasst das Talent Relationship Management den kompletten Prozess vom ersten Kontakt mit dem Bewerber über differenzierte Bindungsmaßnahmen bis hin zur Rekrutierung und dem Onboarding der Bewerber.

## Grundgedanke
Die Bedeutung von Talent Relationship Management stieg in den letzten Jahren aufgrund des zunehmenden Mangel an Fach- und Führungskräften und den damit einhergehenden Schwierigkeiten, für bestimmte, meist höherqualifizierte Positionen passende Bewerber zu bekommen. Vor diesem Hintergrund wuchs das Bewusstsein, dass traditionelle Methoden der Mitarbeiterrekrutierung, die sich in erster Linie auf die Besetzung akuter Vakanzen konzentriert, nicht mehr hinreichend tragen. Rekrutierung wird zunehmend als besondere Form des Vertriebs erkannt, die neue, aktive Methoden erfordert, wie zum Beispiel das durch diesen Gedankengang entstandene Active Sourcing.

## Funktionsweise im Rahmen der Mitarbeiterrekrutierung
Personen, die langfristig für das Unternehmen als wertvoll erscheinen, werden üblicherweise in einem Talent Pool verwaltet. Bei diesen Personen handelt es sich meist um Kandidaten, denen man entweder momentan keine geeignete Stelle anbieten kann oder um Kandidaten, die aktuell für das Unternehmen nicht zur Verfügung stehen. Mittels gezielter Maßnahmen, die auf die Präferenzen der jeweiligen Kandidaten abgestimmt sind, wird versucht, eine langfristige Beziehung aufzubauen. Typische Maßnahmen können sein: regelmäßige telefonische Kontakte, Geschenke, Newsletter, Einladungen zu Firmenveranstaltungen, Versand von Firmenzeitschriften, Talent Communities.
Dabei werden vielversprechende Kandidaten nach deren Potential und Einstiegswahrscheinlichkeiten priorisiert und in verschiedene Gruppen innerhalb des Talent Pools gegliedert. Entsprechend bemühen sich Unternehmen um solche Kandidaten (z. B. ehem. Praktikanten oder gute Bewerber, denen man gerade keine Stelle anbieten konnte) mehr, wenn deren Leistungspotential hoch und die Aussicht auf eine Einstellung langfristig als wahrscheinlich eingeschätzt wird.

## Aktuelle Entwicklung des Talent Relationship Management
Mittlerweile verbreitet sich die Überzeugung, dass kampagnengetriebenes Recruiting zwar durch intensives Personalmarketing und Employer Branding kurzfristig erhöhte Bewerbungseingänge verursacht, aber langfristig keine nachhaltige Bindung von Talenten bewirkt. Im War for Talents würde der alleinige kampagnengetriebene Ansatz zu immer weiter steigenden Recruitingkosten führen, die jedoch keinen langfristigen Effekt haben. Active Sourcing als modernes Talent Relationship Management-Konzept setzt hier an und baut aus den durch die Kampagnen resultierenden Bewerbungen einen Talent Pool auf. Dieser wird durch jede Kampagne um neue, vielversprechende Bewerber erweitert und die Investition verpufft nicht kurz nach Ablauf der Kampagne.